# Pseudomys
Pseudomys là một chi động vật có vú trong họ Muridae, bộ Gặm nhấm. Chi này được Gray miêu tả năm 1832. Loài điển hình của chi này là Pseudomys australis Gray, 1832.

## Hình ảnh

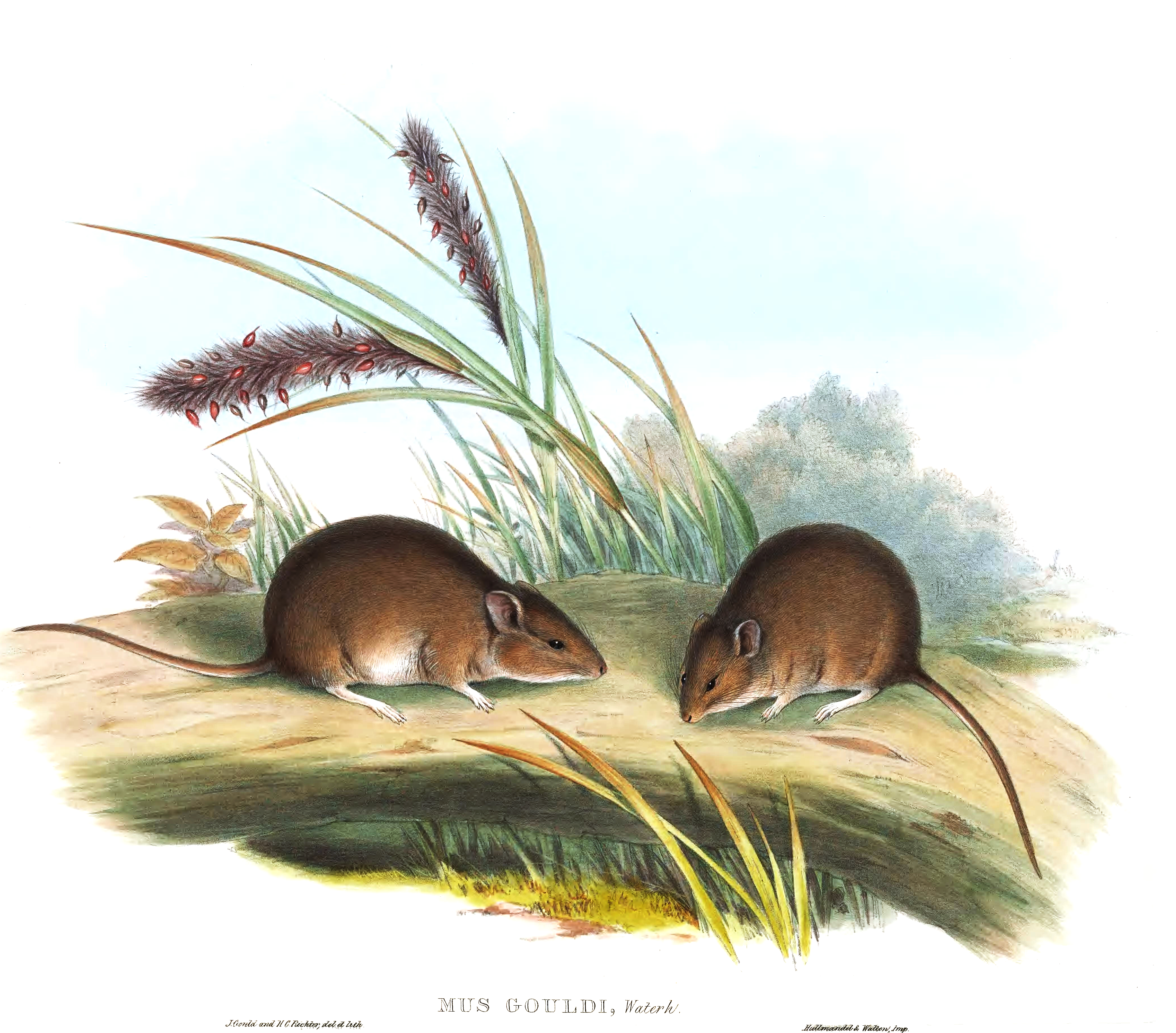
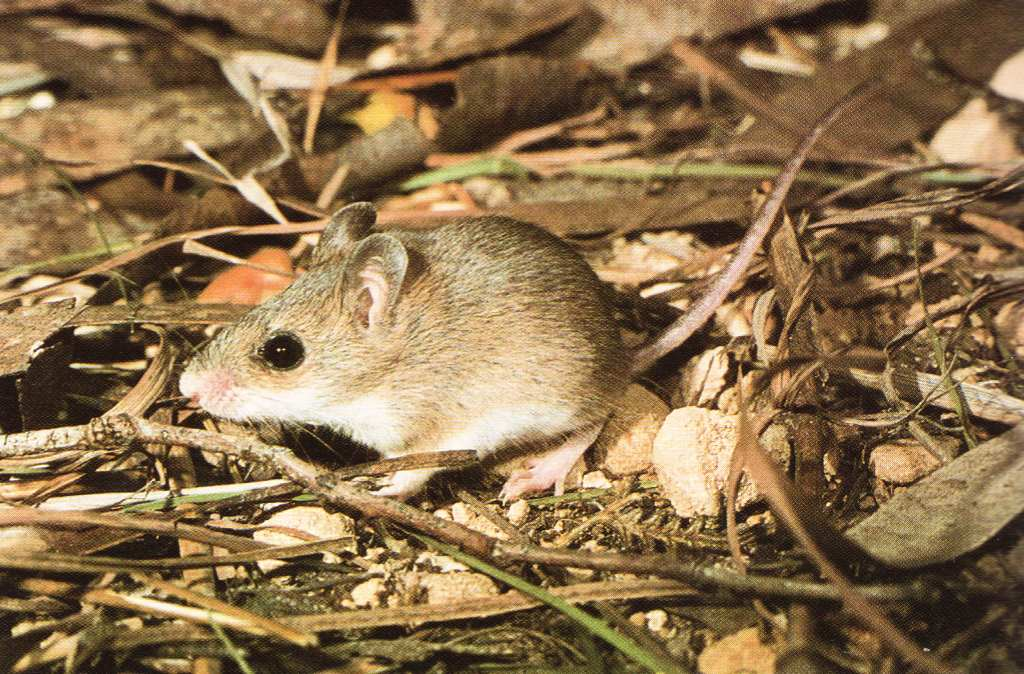

## Các loài
Chi này gồm các loài: